# Kdemultimedia
Kdemultimedia是一個多媒體相关應用程式的軟體包。

## 組件列表
- Dragon Player  ：媒體播放器
- JuK：音頻播放器
- kio_audiocd：一个 KIOslave 模块， 提供CD 的资源访问。
- kmix：音效混音器
- Kscd：CD 播放器，支持連接網路 CDDB 数据库
- libkcddb：提供线上 CDDB 数据库的连接、请求、提交协议处理等功能。
- libkcompactdisc
- libkdemultimedia

## 外部連結
- KDE 多媒體計畫 （页面存档备份，存于）
- kdemultimedia 組件使用手冊 （页面存档备份，存于）
- kdemultimedia  API 參考手冊（页面存档备份，存于）